# Circonscription de la Saoura
Pendant la colonisation française en Algérie, le département de la Saoura était composé d'une circonscription législative.

## Historique des députés
| Législature | Début de mandat | Fin de mandat  | Député       | Parti politique | Observations |
| ----------- | --------------- | -------------- | ------------ | --------------- | --- |
| Ire         | 9 décembre 1958 | 3 juillet 1962 | André Pigeot | RNUR            | Mandat écourté à la suite de l'indépendance de l'Algérie. Mandat écourté à la suite d'une dissolution parlementaire décidée par Charles de Gaulle. |

## Historique des élections

### Élections de 1958
| | André Pigeot élu   | Sans étiquette | 55 920 | 87,26  |  |  |  |
| | Jean Mozziconaci   | Sans étiquette | 4 418  | 6,89   |  |  |  |
| | Jean-Marie Braizat | Sans étiquette | 3 743  | 5,84   |  |  |  |
| | Georges Beuchard   | Sans étiquette | 0      | 0      |  |  |  |
| |                    |                |        |        |  |  |  |
| Inscrits | Inscrits           | Inscrits       | 77 290 | 100,00 |  |  |  |
| Abstentions | Abstentions        | Abstentions    | 12 208 | 15,8   |  |  |  |
| Votants | Votants            | Votants        | 65 082 | 84,2   |  |  |  |
| Blancs et nuls | Blancs et nuls     | Blancs et nuls | 1 001  | 1,54   |  |  |  |
| Exprimés | Exprimés           | Exprimés       | 64 081 | 98,46  |  |  |  |
| Source : France, Ministère de l'intérieur. Les Elections législatives . Métropole., la Documentation française, 1960 (lire en ligne) |                    |                |        |        |  |  |  |